# زبان قشقایی

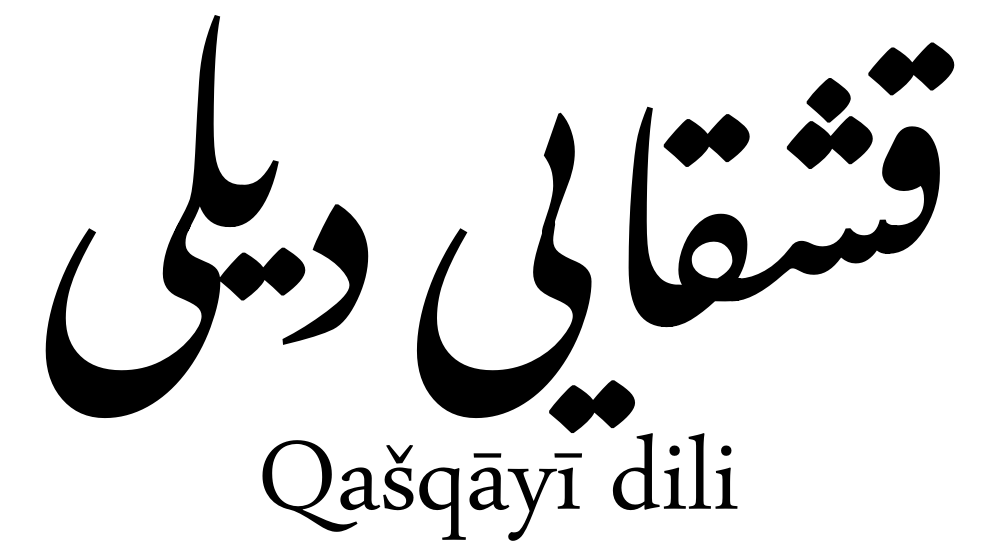
زبان قشقایی

زبان قشقایی، زبانی از شاخه اوغوز جنوبی خانواده زبان‌های ترکی است که قشقایی‌ها بدان گفتگو می‌کنند. کوالسکی این زبان را نزدیک‌ترین زبان به ترکی خراسانی و ترکی آذربایجانی دانسته است. این موضوع به شکل‌های گوناگون توسط آنه ماری ون‌گابن و گرهارد دوئرفر نیز بیان شده است اما کی.اچ. منگز این زبان را بیشتر به ترکی عثمانی شبیه می‌داند.
در قشقایی مصوت‌های i, e, ä, a, å, ï, u, ü, o, ö و صامت‌های p, b, m, f, v, t, d, n, s, z, š, ž, č, ۳˘, k, g, q, γ, χ, ŋ, l, r, h موجودند. در واژگان قشقایی تأثیر زبان فارسی مشخص است، در متون جمع‌آوری شده توسط دوئرفر و همکارانش از فیروزآباد دخیل‌های فراوان عربی دیده می‌شود. واژگان حکومتی و نظامی مانند پاسبان، پیکان و شاه بیشتر از فارسی وارد این زبان شده‌اند. قاموس دینی بیشتر ریشه عربی دارد اما از فارسی وارد این زبان شده‌اند و ویژگی‌های فارسی‌شان را حفظ کرده‌اند. واژگان پزشکی نیز تحت تأثیر فارسی است مانند بیمار، درد و دارو.

## تعداد گویشوران
دانشنامه اتنولوگ در سال ۲۰۱۶ میلادی سخنوران زبان قشقایی را حدود ۹۵۹ هزار نفر تخمین زده است. در سال ۱۹۸۶ کتابخانه کنگره سخنوران قشقایی را حدود نیم میلیون نفر برآورد کرده است. در آخرین سرشماری جمعیت عشایری سازمان آمار ایران در سال ۱۳۸۷ جمعیت قشقایی‌های کوچرو مستقر در استان‌های فارس، بوشهر، اصفهان و چهارمحال و بختیاری، ۱۱۲ هزار و ۴۳۰ نفر برآورد شده است.
بنا به یک پژوهش، در فیروزآباد افراد قشقایی در همه سنین از زبان مادری در حوزه‌های دوستانه و خانوادگی استفاده می‌نمایند، اما در شیراز افراد زیر بیست سال خانواده‌های ترک‌زبان تمایل چندانی به استفاده از زبان مادری ندارند. در شیراز در حوزه‌های مختلف، زبان غالب فارسی است و در موقعیت‌های غیررسمی در بعضی از مواقع زبان مادری استفاده می‌شود، در صورتی که در فیروزآباد در شرایط مشابه ترکی ترجیح داده می‌شود. ترکی در شیراز به‌شدت تحت تأثیر فارسی است و زبان قشقایی در میان جوانان به تدریج درحال از دست دادن کاربری‌اش است.

## منطقه گویشوران
۱- استان فارس به عنوان مرکز ایل قشقایی شامل شهرهای: فیروزآباد، آباده، فسا ، اقلید، مرودشت، خرم‌بید، سپیدان، زرین‌دشت، کوهچنار، کوار، فراشبند، قیر و کارزین، کازرون، و بخش‌هایی از ممسنی
1. استان چهارمحال و بختیاری: شهرهای بزرگ شهرکیان، جونقان، سودجان، بروجن، بلداجی، سامان، بن، سفیددشت، فرادنبه، طاقانک، یانچشمه، هوره، نقنه، هرچگان، مرغملک، قلعه تک
2. استان اصفهان شامل شهرهای: زرین شهر، فریدن، چادگان، لنجان، داران، سمیرم، دهاقان، فتح‌آباد، شهرضا ، خوانسار و علویجه
3. استان خوزستان: شهر هفتکل
4. استان کهگیلویه و بویراحمد: شهر گچساران

۶-استان بوشهر: بخشی از دشتستان، دشتی

## چند ضرب‌المثل قشقایی
اؤزؤنگه بیر ایگنه وور، اؤزگه‌یه بیر جوالدوز.
ائوینگی تمیس ساخلا قوناق گلر، اؤزؤنگؤ تمیس ساخلا اؤلؤم گلر.
ایت‌اینن یولداش اول؛ چوماغی الدن یئره قویما.
آیش وختینده چلاقام؛ ییَنده قلچماق.
بیچاق اؤز ساپینه کسمز.
تات گچیسیننگ قرخیمچلیگ اؤرگَنیر.
تاری ایسته‌یه نی قورد یئمز.
توتینگ شرفِه قِردِه طَنَفِه.
خروسونگ قویروغینا اینا نما، تیلکینینگ آندینا.
خوش‌حساب آدام، قاضی قاپسینا گئدمز.
قَلبِر قیلانا دِیِر ایکِه دلیگ وارینگ دِر.
گئری‌دن گلنینگ ایکه داش النه.
وراج کؤپک اِیه‌سئنه قوناق بولار.
هر کسینگ هی وای.
تازه بیمش اشگه شاخ ور میسه
قیزم سنه دیرم گلینم سن اشد
قیچینگ اوزاد یور قانیگ بابه
الم نچه قیریلرده که کج بیته
الاهم بیر بیرم
قرخان گزه چپ دیر
مالینگ گزله قنشسینگ اغیره ادمه
قنشه ایمید نه قالان شام سز قالار
بیر آلانان بیر اورگنر